# Tolomeo III
Tolomeo Evèrgete (in greco antico: Πτολεμαῖος Εὐεργέτης?, Ptolemàios Euerghètēs; in egizio: ptwlmys, ptolemys; 284/281 a.C. – 222 a.C.), chiamato nella storiografia moderna Tolomeo III o Tolomeo Evergete I (per distinguerlo da Tolomeo VIII Evergete II), è stato un faraone egizio appartenente al periodo tolemaico, terzo sovrano della dinastia dal 246 a.C. alla sua morte.
Subito dopo la sua ascesa al trono e il matrimonio con la principessa Berenice II, che gli portò in dote la Cirenaica, Tolomeo III si impegnò nella terza guerra siriaca (246-241 a.C.) contro Seleuco II, riuscendo a fare dell'Egitto la maggiore potenza militare del Mediterraneo. Dopo questa vittoria, tuttavia, Tolomeo non si fece coinvolgere in altri conflitti, se non indirettamente, togliendo fondi all'esercito, che alla fine del suo regno provò di essersi notevolmente indebolito nella guerra a sostegno di Attalo I di Pergamo contro Antioco III. Dal punto di vista economico, il suo regno fu inizialmente fiorente, ma iniziò ben presto ad avere un'economia ristagnante e sempre più arretrata, compromettendo così per sempre agricoltura e commercio, i settori principali del sostentamento egizio. Il suo regno è quindi sia il periodo di massimo splendore dell'Egitto ellenistico, sia l'inizio della sua decadenza.

## Biografia

### Origini familiari

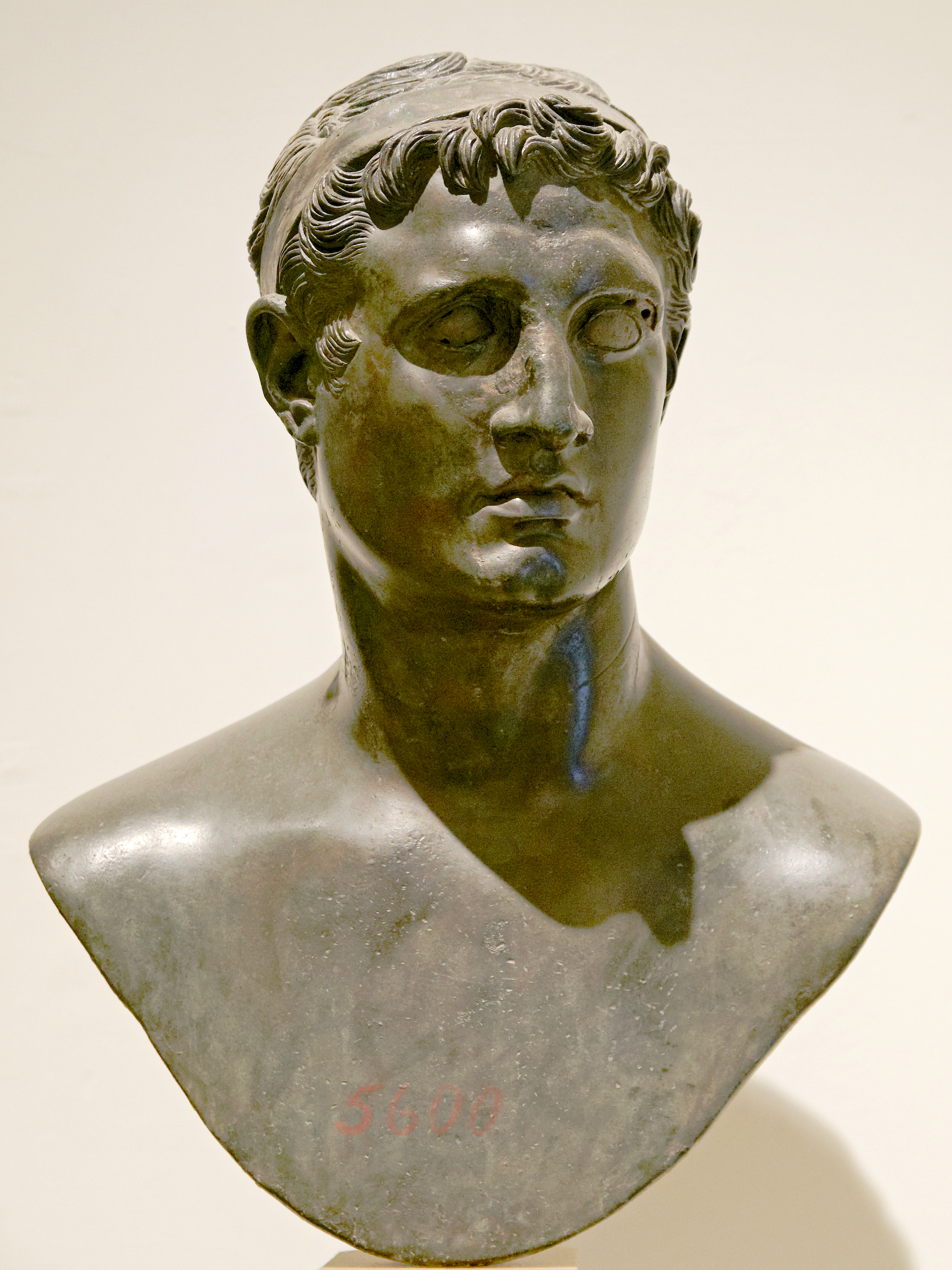
Busto di Tolomeo II, padre di Tolomeo III (Museo archeologico nazionale, Napoli)

Tolomeo era figlio di Tolomeo II Filadelfo, secondo sovrano dell'Egitto tolemaico, e di Arsinoe I, figlia del re di Macedonia Lisimaco. Era quindi fratello di Berenice Sira, Lisimaco e, forse, anche di un omonimo Tolomeo. Tolomeo III, però, dopo la sua ascesa al trono preferì indicare come madre naturale Arsinoe II, sorella-moglie del padre, escludendo la madre biologica dagli antenati dei successivi Tolomei.

### Giovinezza (284/281-246 a.C.)
Il giovane principe fu cresciuto probabilmente sull'isola greca di Thera, nelle Cicladi; egli, alla sua nascita, non era infatti l'erede diretto della dinastia, poiché tra il 267 e il 259 a.C. Tolomeo II aveva associato al trono un principe di origini non ben chiarite dalla storiografia, Tolomeo "il figlio". Per volere del padre, comunque, il futuro Tolomeo III ebbe come precettore il poeta epico Apollonio Rodio, direttore della Biblioteca di Alessandria. Alla fine degli anni 250 a.C., Tolomeo fu fatto fidanzare con Berenice II, figlia del re di Cirene Magas, fratellastro di Tolomeo II, con il quale il re d'Egitto cercava un accordo per la riunificazione dei regni; Magas morì nel 250 a.C., ma Cirene, dopo un breve governo di Demetrio il Bello, fu trasformata in repubblica dai propri cittadini.

### Regno (246-222 a.C.)

#### Incoronazione, matrimonio e annessione della Cirenaica (246 a.C.)
Nel mese di gennaio del 246 a.C. Tolomeo II Filadelfo morì e suo figlio omonimo gli succedette al trono: Tolomeo III fu incoronato re d'Egitto il 28 gennaio di quell'anno. Allo stesso tempo, sposò infine anche Berenice II, che gli portò in dote la regione della Cirenaica.

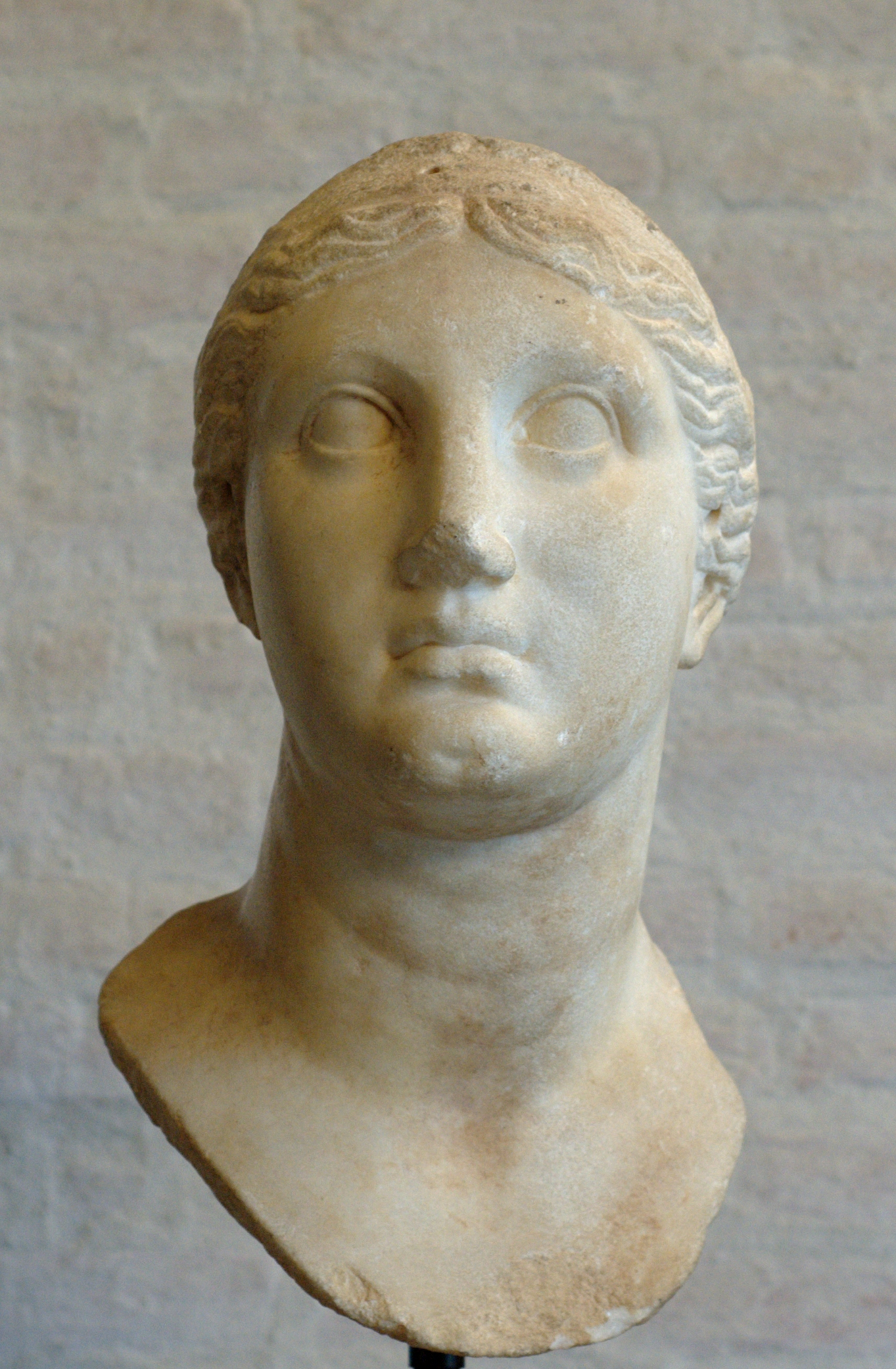
Busto di Berenice II, moglie di Tolomeo III (Gliptoteca, Monaco di Baviera)

Con questo matrimonio, Tolomeo riuscì definitivamente a riannettere la regione ai domini del regno d'Egitto, portandone avanti una riorganizzazione: alcune delle principali città furono rifondate (il porto di Barca fu rinominato Tolemaide, Euesperide fu abbandonata e sostituita da Berenice e Tauchira cambiò il nome in Arsinoe) e, per conciliare l'egemonia tolemaica con la decentralizzazione greca, venne istituita una lega tra le tre città rifondate e la capitale del vecchio regno, Cirene. L'amministrazione fu affidata a un "libiarca" e la lega, almeno per i primi anni, continuò ad avere proprie monete con impressa la parola Koinon.

#### Politica estera

##### Terza guerra siriaca e rivolte (246-241 a.C.)
(Catullo, 66, vv. 35-36)
Poco dopo l'incoronazione di Tolomeo III, il sovrano seleucide Antioco II morì in circostanze misteriose a Efeso; sua moglie Berenice, sorella di Tolomeo, proclamò il figlio infante Antioco re ad Antiochia, mentre a Efeso la precedente moglie del defunto imperatore Laodice I, fece incoronare il figlio Seleuco II. Berenice, quindi, si rivolse al fratello per un aiuto militare e così iniziò la terza guerra siriaca, detta anche "guerra laodicea". Berenice partì in vantaggio, poiché solo una piccola parte dell'impero appoggiava la causa di Laodice; tuttavia, prima che Tolomeo potesse arrivare in Siria, Berenice e suo figlio vennero assassinati da dei sicari. Tolomeo ricevette la notizia solo quando fu sbarcato ad Antiochia e, non volendo tornare in Egitto a mani vuote, iniziò una campagna per conquistare l'impero seleucide: conquistò dapprima la Mesopotamia e fu incoronato "Gran Re" a Babilonia e assoggettò poi quasi tutti i territori asiatici e la Cilicia.
Tolomeo, tuttavia, dovette tornare a casa per una rivolta di nativi egizi, la prima di questo genere nel regno tolemaico, che fu però subito sedata dal sovrano; la popolazione locale era infatti messa da parte nell'amministrazione ellenistica e in quell'anno, in particolare, c'erano state una scarsità di raccolto e un contemporaneo aumento della richiesta di risorse dovuto alla guerra, cosa che aveva causato ancora più agitazione.
Il re aveva riportato con sé in Egitto un bottino di guerra di 40.000 talenti d'argento e 2500 contenitori sacri, lasciando due suoi generali per amministrare i territori conquistati: al suo philos Antioco la Cilicia e a Santippo i territori al di là dell'Eufrate. Già nel luglio del 245 a.C., però, Seleuco venne riconosciuto dalla maggior parte dei seleucidi come sovrano e poté facilmente riconquistare i territori orientali del suo impero.

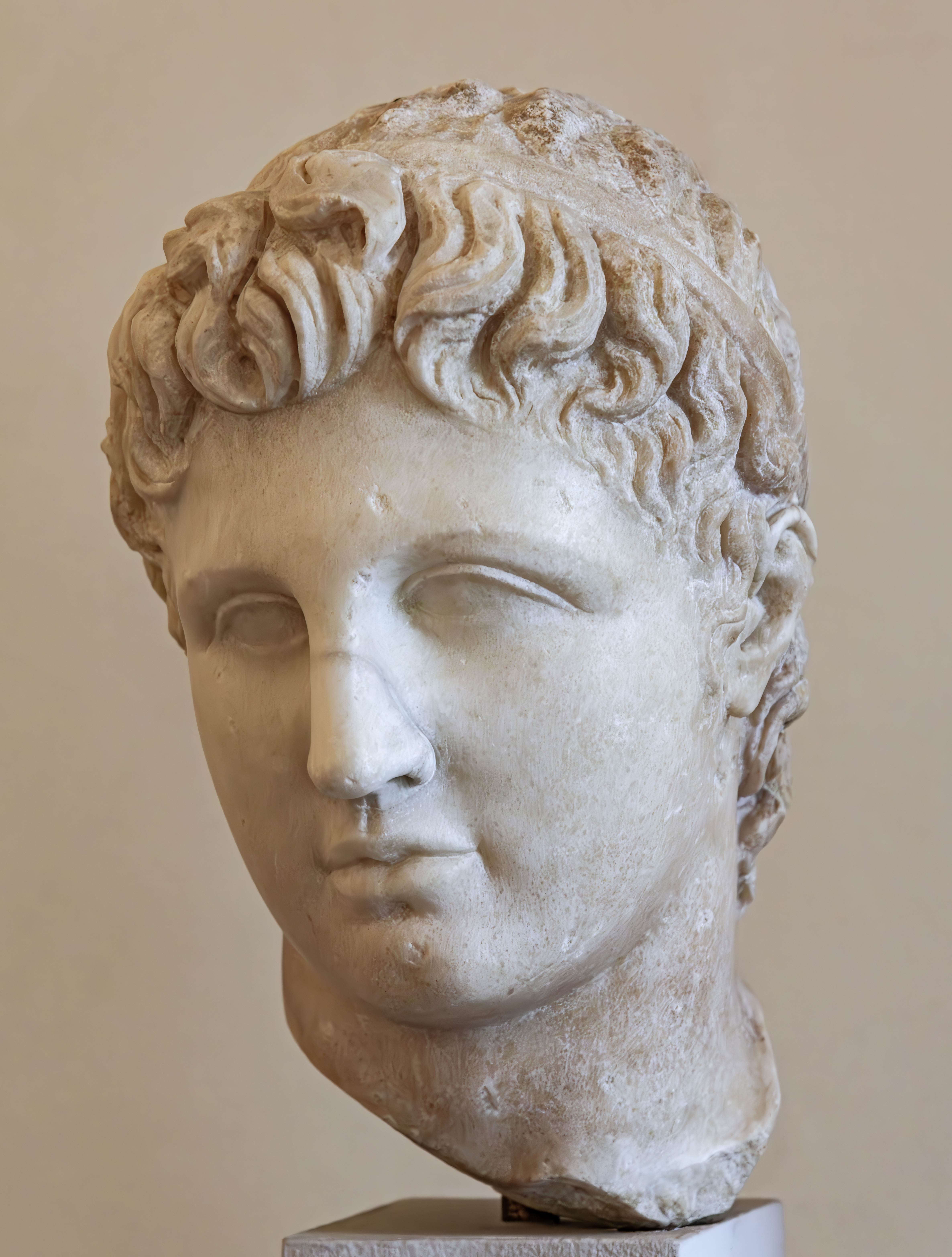
Testa di Tolomeo III (Museo archeologico nazionale, Venezia)

In Asia Minore, invece, Tolomeo inviò un suo generale, Tolomeo Andromaco (forse un suo fratellastro, figlio illegittimo di Tolomeo II); questi conquistò immediatamente Efeso, che venne consegnata dal governatore seleucide, e negli anni successivi conquistò altre città sulla costa anatolica e anche in Tracia. Venne però sconfitto dal re macedone Antigono II Gonata nella battaglia di Andro e si ritirò a Efeso, dove venne ucciso qualche tempo dopo da dei mercenari traci.
Nonostante questo, nel 241 a.C. si giunse a un trattato favorevole a Tolomeo: rimasero nelle sue mani molti territori, tra cui la città Seleucia di Pieria, la Cilicia, la Panfilia, molte di città in Asia Minore (Efeso, Lebedo, Colofone, Priene e Samo), in Tracia e sull'Ellesponto, l'isola di Samotracia e parte della Celesiria. Grazie a questo conflitto Tolomeo III rese il regno tolemaico il più importante e potente dei regni ellenistici.

##### Politica in Grecia (243-222 a.C.)
In Grecia la lega achea, sotto il comando di Arato di Sicione, stratego dal 245 a.C., era entrata in conflitto con la lega etolica e con il regno di Macedonia di Antigono II Gonata; questo scenario portò all'avvicinamento tra Tolomeo e la lega Achea, che nominò nel 243 a.C. il re d'Egitto egemone della lega e comandante onorario delle forze di mare e di terra in cambio di aiuti economici annuali. Nel 229/228 a.C. Tolomeo aiutò gli etoli contro il re macedone Antigono III Dosone, il quale riuscì però a soffocare le rivolte in Tessaglia. Sempre nel 229 la città di Atene, con l'aiuto di Arato, riuscì a cacciare le truppe di occupazione macedoni dall'Attica.
Nello stesso periodo, inoltre, iniziò un conflitto tra gli achei e la città di Sparta, guidata da Cleomene III, la cosiddetta guerra cleomenea. Cleomene riuscì, attraverso delle ampie riforme militari nel 227 a.C., a fare di Sparta la più potente potenza dell'area e Arato decise di allearsi con Antigono III; negli scontri che seguirono, Cleomene riuscì ad avere la meglio contro i suoi nemici e Tolomeo decise di tagliare gli aiuti alla lega achea, dirottandoli verso Sparta nell'inverno tra il 226 e il 225 a.C. Arato, quindi, decise di togliere a Tolomeo il titolo di egemone e di darlo ad Antigono, che avanzò quindi con le sue truppe verso la Grecia. Questo ravvivò l'alleanza tra Tolomeo, Atene e la lega etolica: il re egizio venne onorato con monumenti e culti sia ad Atene che a Delfi per i suoi grandi aiuti economici. Nell'autunno del 224 a.C. Antigono arrivò in Acaia e creò la lega ellenica, che riuniva tutti i popoli della Grecia settentrionale, tranne etoli e ateniesi; Cleomene, alla fine dell'anno, chiese aiuti a Tolomeo e inviò in ostaggio la madre e i figli ad Alessandria; tuttavia, dopo alcuni scontri nel 223 a.C., Tolomeo decise di abbandonare Cleomene, poiché il suo mantenimento al potere avrebbe significato un enorme dispendio di forze nella Grecia continentale.
Antigono III marciò quindi in Laconia e Cleomene, ricevuta la notizia del mancato appoggio di Tolomeo, decise di affrontare l'avversario in una battaglia campale, prima che i soldati venissero a sapere della notizia, poiché senza l'aiuto di Tolomeo non li avrebbe potuti pagare; gli spartani furono sconfitti e il re fuggì ad Alessandria, dove Tolomeo promise di restituirgli il trono.
Tolomeo mantenne nel frattempo buone relazione con altre città greche, tra cui Rodi; un forte terremoto colpì la città nel 226 a.C., causando il crollo del famoso Colosso. Tutti i sovrani ellenistici (Tolomeo, Antigono e Seleuco II) inviarono grandi aiuti economici e alimentari alla città, ognuno per dimostrare la maggiore fortuna del proprio regno sugli altri.

##### Attività in Asia Minore e Siria dopo la guerra (241-222 a.C.)
Dopo la terza guerra siriaca e l'ascesa al trono di Seleuco II (245-226 a.C.), Tolomeo lasciò il fronte siriano in secondo piano, impegnato economicamente e militarmente in Grecia. Durante la guerra dei fratelli (239-236 a.C.), la guerra civile che contrappose Seleuco II e suo fratello Antioco Ierace, Tolomeo rimase abbastanza neutrale, inviando aiuto ad Antioco solamente per reprimere una rivolta delle sue truppe galate a Magnesia.

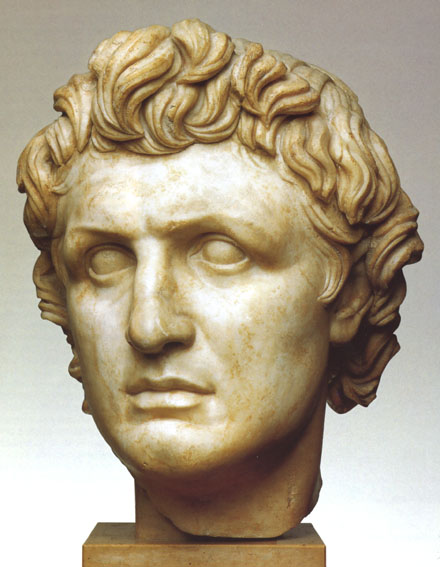
Testa del re di Pergamo Attalo I, aiutato da Tolomeo contro Antioco III (Pergamonmuseum, Berlino)

Il re egizio si interessò nuovamente dell'Asia quando, nella primavera del 222 a.C., Antioco III succedette al fratello Seleuco III (226-222 a.C.) sul trono seleucide e un possibile attacco contro i territori tolemaici in Celesiria diventò la minaccia maggiore per Tolomeo. Tuttavia Antioco decise non di attaccare Tolomeo, ma bensì il re di Pergamo Attalo I, che aveva espanso il suo dominio in Asia Minore ai danni del regno indipendente creato da Antioco Ierace; il nuovo sovrano seleucide mandò il generale Acheo a capo delle sue truppe e Tolomeo, volendo continuare a mantenere l'impero seleucide in una situazione di inferiorità, mandò il figlio Magas a capo di una flotta e di un esercito in aiuto dei pergameni. Tuttavia il principe egizio non riuscì ad aiutare i pergameni a respingere adeguatamente le truppe seleucidi, dimostrando come la potenza militare tolemaica iniziasse a vacillare.

#### Politica interna

##### Politiche amministrative ed economiche
Durante i suoi primi anni di regno, che lo videro impegnato nella guerra in Siria, Tolomeo formò un'amministrazione decentralizzata: ogni nomo in cui era diviso il territorio del regno era amministrato da una serie di ufficiali, direttamente dipendenti dal dieceta, e tra loro vi era uno strategos, comandante militare; sotto il regno di Tolomeo III, però, quest'ultimo acquisì sempre più importanza, arrivando a inglobare nel proprio ruolo anche i compiti amministrativi.
L'economia statale, intanto, iniziò un lento ma inesorabile declino, in pieno contrasto con la grande ricchezza e l'esteso commercio che caratterizzarono il regno di Tolomeo II. Tolomeo III, infatti, dovette dapprima affrontare delle crisi (secche del Nilo e delle lievi carestie) e successivamente, non essendo particolarmente interessato all'amministrazione ordinaria, decise di diminuire le spese invece di aumentare le entrate: le spese militari vennero ridotte, ridimensionando flotta ed esercito; l'agricoltura, elemento cardine dell'economia egizia, entrò in crisi e le produzioni alimentari diminuirono, non consentendo più di vendere grano e olio, ricevendo di conseguenza meno entrate nelle casse statali. Il suo regno, quindi, vide dapprima il massimo splendore dell'Egitto ellenistico, ma fu l'ultimo periodo di successo prima di un precipitoso declino.

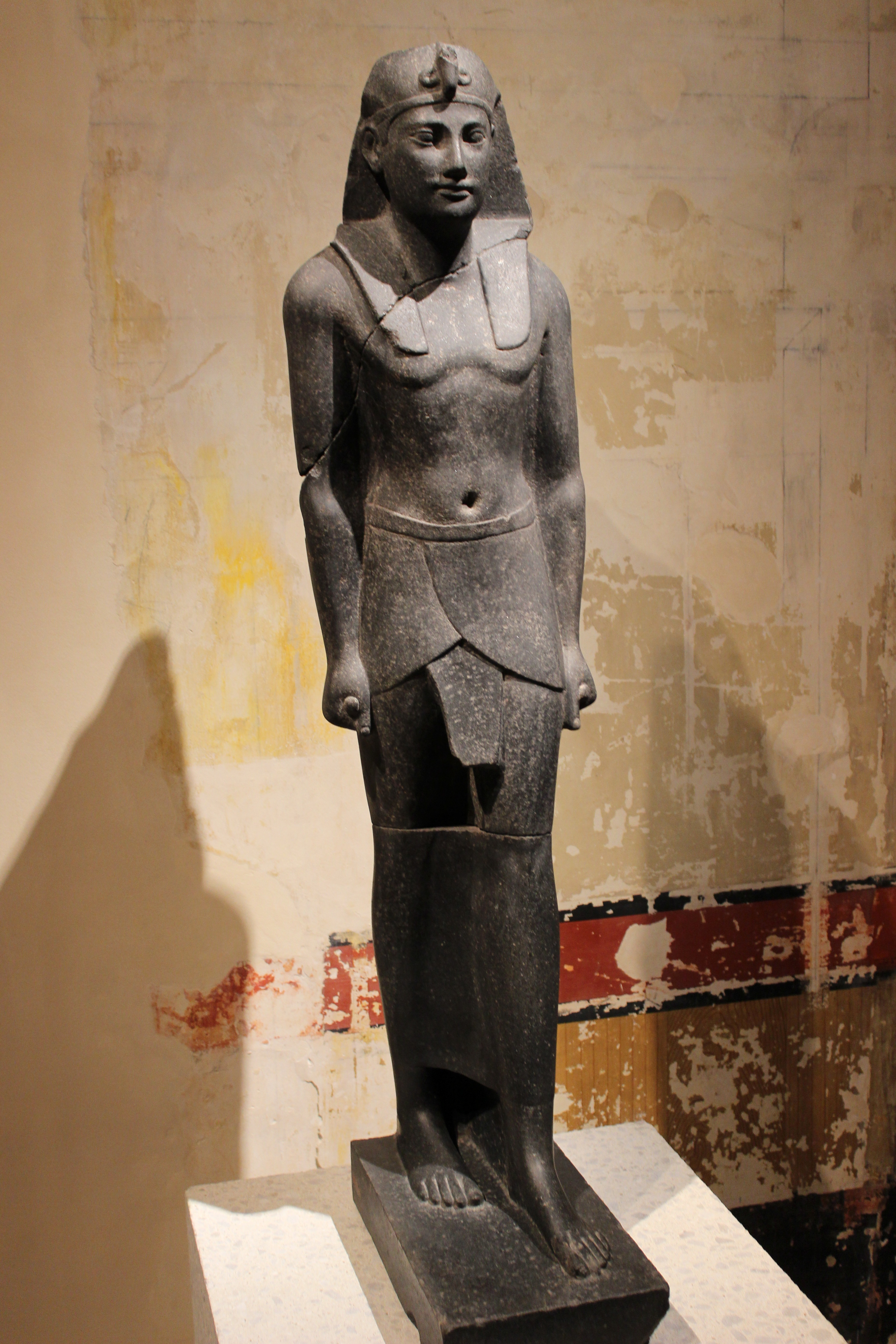
Statua egizia di Tolomeo III (Neues Museum, Berlino)

##### Politiche sociali e religiose
Il sovrano, però, fu lodato dai suoi contemporanei per le sue politiche sociali: la sua generosità, diplomazia e religiosità gli fecero del suo quello che i greci chiamarono εὐνομία, eunomía, cioè "buon governo"; nel decreto di Canopo (238 a.C.), il giorno della sua nascita viene descritto come "inizio delle cose buone" e il suo governo viene visto come una "miglioria della vita di ogni essere umano". Sotto di lui furono costruiti svariati edifici monumentali: il Serapeo di Alessandria, il tempio di Iside a File, il tempio di Osiride a Canopo e gli ingressi monumentali del tempio di Khonsu e del tempio di Montu a Karnak; vennero inoltre iniziati il tempio di Horus a Edfu e le costruzioni di Assuan ed Esna. Anche per quanto riguarda la vita culturale alessandrina, Tolomeo III proseguì sul cammino del padre, portando sempre maggior prestigio alla capitale tolemaica: fece erigere una nuova biblioteca annessa al Serapeo, una cosiddetta "biblioteca-tempio"; aumentò di molto la capienza libraria del complesso culturale alessandrino, secondo alcuni anche facendo confiscare opere dalle navi che giungevano in città; fece arrivare famosi studiosi, come Apollonio di Perge ed Eratostene di Cirene, che prese anche la guida della Biblioteca.
Al suo ritorno dalla terza guerra siriaca, nel 245 a.C., Tolomeo riportò in Egitto molte statue di divinità che erano state bottino di guerra dei Persiani di Cambise II secoli prima; per questa sua azione, Tolomeo si guadagnò l'epiteto di Evergete (Εὐεργέτης, Euerghétēs), cioè "Benefattore". Nel 243 a.C. venne creato il culto di Tolomeo e della moglie Berenice II, che divennero i Θεοὶ Εὐεργέται (Theòi Euerghètai, "Dei Benefattori"); nel dicembre dello stesso anno un sinodo sacerdotale, riunito nel tempio di Iside e dei Theoi Philadelphoi, stabilì con il decreto di Alessandria che il giorno compleanno del re, quello della sua incoronazione e quello del compleanno della regina diventassero una festa ufficiale di stato; nel 238 a.C. un altro sinodo di sacerdoti si riunì in occasione delle festività per il compleanno del re e con il decreto di Canopo decretarono la creazione di un quinto gruppo sacerdotale, φυλή (phylḕ), dedito al culto della coppia reale. Anche Atene, polis indipendente, onorò Tolomeo, creando nel 224 a.C. una nuova tribù in suo onore, la Tolemaide (Πτολεμαίς, Ptolemáis), uno dei demi della quale fu chiamato Berenicide (Βερενικίδαι, Berenikídai), in onore di Berenice II, e accordandogli la cittadinanza.

#### Discendenza, morte e successione (222 a.C.)
Dal matrimonio di Tolomeo III e Berenice II nacquero sei figli: Arsinoe III (246/245 a.C.), Tolomeo IV (244 a.C.), Lisimaco (243 a.C.), Alessandro (242 a.C.), Magas (241 a.C.) e Berenice (239 a.C.).
Tolomeo III morì per cause naturali tra i mesi di ottobre e dicembre del 222 a.C. e fu succeduto dal figlio Tolomeo IV Filopatore.

## Titolatura
Secondo la titolatura reale egizia, Tolomeo III ebbe diversi nomi:
- nome Horo: ḥkn nṯrw rmṯ ḥr.f (heken netjeru remetj heref), "colui sul quale gli dei e il popolo si sono rallegrati";
- nome Nebty (o delle Due Signore): ḳn nḏti nṯrw inb mnḫ n tꜢ mry (qen, nedjti netjeru, ineb menekh en ta mery), "il coraggioso che ha protetto gli dei, un forte muro per Ta-mery (l'Egitto)";
- nome Horo d'Oro: wr-pḥty ir Ꜣḫwt nb ḥbw-sd mi ptḥ tꜢ-ṯnn ity mi rꜥ (wer-pehty, ir akhut, neb hebu-sed mi ptah ta-tjenen, ity mi ra), "il grande di forza che ha compiuto azioni benefiche, il possessore di Heb-Sed come Ptah-Tatenen e sovrano come Ra";
- nome del Trono: iwꜥ n snwy nṯrwy stp (n) rꜥ sḫm ꜥnḫ n imn (iwa en senwy netjerwy, setep (en) ra, sekhem ankh en imen), "l'erede dei due fratelli divini, prescelto da Ra, l'immagine vivente di Amon";
- nome personale (nomen di nascita): ptwlmys ꜥnḫ ḏt mry ptḥ (ptwlemys, ankh djet, mery ptah), "Tolomeo, vivente per sempre, amato di Ptah".[62]

## Monetazione
Nei primi anni del proprio regno, Tolomeo III riportò a produzione ad Alessandria i tetradrammi di Tolomeo I, continuando comunque la produzione di mine e mezze mine dei Theoi Adelphoi (Θεοὶ Ἀδελφοί), i genitori Tolomeo II e Arsinoe II, e di mine e tetradrammi di sua madre; queste ultime terminarono di essere prodotto nel 241 a.C., con la fine della terza guerra siriaca. Questo evento bellico causò altri cambiamento nella monetazione reale, facendo iniziare la produzione di pezzi particolarmente di valore: doppie mine d'oro per Arsinoe II, una serie di decadrammi d'oro e monete d'argento molto grandi in onore di Berenice II e oboli bronzei eccezionalmente pesanti.
Al di fuori dell'Egitto, la produzione di maggior rilievo è quella proveniente dalle città costiere di Tracia e Asia minore, territori conquistati proprio da Tolomeo III. In queste aree le monete presentavano l'effige del sovrano stesso, raffigurato con la pelliccia del leone di Nemea di Eracle e, occasionalmente, con la scritta Soter (ΣΟΤΗΡ, «Salvatore»). Infine, una serie di piccole monete di bronzo con il ritratto del re circolava in Peloponneso, per finanziare i propri alleati nella guerra cleomenea.

## Ascendenza
|                    |          |                       | Genitori  |  |  | Nonni |  |  | Bisnonni |  |  | Trisnonni |  |
|                    |          |                       |           |  |  |       |  |  | Lago     |  |  | …         |  |
|                    |          |                       |           |  |  |       |  |  | Lago     |  |  | …         |  |
|                    |          | …                     |           |  |  |       |  |  | Lago     |  |  |           |  |
| Tolomeo I          |          |                       |           |  |  |       |  |  | Lago     |  |  |           |  |
|                    |          | Arsinoe di Macedonia  | …         |  |  |       |  |  |          |  |  |           |  |
|                    |          | Arsinoe di Macedonia  | …         |  |  |       |  |  |          |  |  |           |  |
|                    |          | Arsinoe di Macedonia  | …         |  |  |       |  |  |          |  |  |           |  |
| Tolomeo II         |          | Arsinoe di Macedonia  |           |  |  |       |  |  |          |  |  |           |  |
|                    |          | Magas di Macedonia    | …         |  |  |       |  |  |          |  |  |           |  |
|                    |          | Magas di Macedonia    | …         |  |  |       |  |  |          |  |  |           |  |
|                    |          | Magas di Macedonia    | …         |  |  |       |  |  |          |  |  |           |  |
| Berenice I         |          | Magas di Macedonia    |           |  |  |       |  |  |          |  |  |           |  |
|                    |          | Antigone di Macedonia | Cassandro |  |  |       |  |  |          |  |  |           |  |
|                    |          | Antigone di Macedonia | Cassandro |  |  |       |  |  |          |  |  |           |  |
|                    |          | Antigone di Macedonia | …         |  |  |       |  |  |          |  |  |           |  |
| Tolomeo III        |          | Antigone di Macedonia |           |  |  |       |  |  |          |  |  |           |  |
|                    | Agatocle | …                     |           |  |  |       |  |  |          |  |  |           |  |
|                    | Agatocle | …                     |           |  |  |       |  |  |          |  |  |           |  |
|                    | Agatocle | …                     |           |  |  |       |  |  |          |  |  |           |  |
| Lisimaco           | Agatocle |                       |           |  |  |       |  |  |          |  |  |           |  |
|                    |          | …                     | …         |  |  |       |  |  |          |  |  |           |  |
|                    |          | …                     | …         |  |  |       |  |  |          |  |  |           |  |
|                    |          | …                     | …         |  |  |       |  |  |          |  |  |           |  |
| Arsinoe I          |          | …                     |           |  |  |       |  |  |          |  |  |           |  |
|                    |          | Antipatro             | …         |  |  |       |  |  |          |  |  |           |  |
|                    |          | Antipatro             | …         |  |  |       |  |  |          |  |  |           |  |
|                    |          | Antipatro             | …         |  |  |       |  |  |          |  |  |           |  |
| Nicea di Macedonia |          | Antipatro             |           |  |  |       |  |  |          |  |  |           |  |
|                    |          | …                     | …         |  |  |       |  |  |          |  |  |           |  |
|                    |          | …                     | …         |  |  |       |  |  |          |  |  |           |  |
|                    |          | …                     | …         |  |  |       |  |  |          |  |  |           |  |
|                    |          | …                     |           |  |  |       |  |  |          |  |  |           |  |

### Esplicative
1. ↑  Il suo epiteto, Evèrgete, significa "Benefattore" e veniva tradotto in demotico con nb nꜢ nfr.w (neb na nefer.u) (Lanciers 2014, p. 380).
2. ↑  Gli storici hanno avanzato diverse ipotesi sull'identità di questo principe tolemaico: figlio di Tolomeo II e Arsinoe I, quindi fratello biologico di Tolomeo III; figlio di Tolomeo II e di una concubina; figlio adottivo identificabile con Tolomeo di Telmesso, figlio di Lisimaco e Arsinoe II, sorella e poi moglie di Tolomeo II (Tunny 2000, p. 90).
3. ↑  Secondo quanto riportato nel decreto di Alessandria (243 a.C.), infatti, Tolomeo III succedette al padre nel 25º giorno del mese di Dios del calendario macedonico, equivalente al 7º giorno del mese di Choiak del calendario egizio, del 39º anno di regno di Tolomeo II (van Oppen de Ruiter 2016, p. 6).
4. ↑  Le date di nascita non sono riportate in nessuna fonte antica, ma sono frutto di una ricostruzione storiografica; inoltre, il nome del secondo figlio maschio, Lisimaco, è incerto, poiché non è leggibile sull'esedra di Thermos (IG IX,1² 1:56; cfr. nota 3 in  Magas, su instonebrewer.com. URL consultato il 12 maggio 2019 (archiviato dall'url originale il 26 luglio 2020).( il 1 gennaio 2021)).

### Riferimenti
1. ↑  Bierbrier 2008, p. 184; van Oppen de Ruiter 2016, p. 146; Whitehorne 2002, p. 204.
2. ↑  Bierbrier 2008, p. 184; Whitehorne 2002, p. 204.
3. ↑  Bierbrier 2008, p. 184; Hölbl 2001, p. 35.
4. ↑  Hölbl 2001, pp. 25, 35; Lightman 2008, p. 43.
5. ↑  Hölbl 2001, p. 35.
6. ↑  Hölbl 2001, p. 46; van Oppen de Ruiter 2016, p. 6.
7. ↑  IG XII,3 464; cfr. Ptolemy "the Son" (archiviato il 1 gennaio 2021) e nota 4.1 in  Ptolemy III, su instonebrewer.com.
8. ↑  P. Oxy. 1241; Hölbl 2001, p. 63.
9. ↑  Ateneo, XII, 74; Giustino, XXVI, 3.2; Hölbl 2001, p. 45.
10. ↑  Giustino, XXVI, 3; Hölbl 2001, pp. 45-46.
11. ↑  Hölbl 2001, p. 46.
12. ↑  Hölbl 2001, p. 46; van Oppen de Ruiter 2016, p. 7.
13. ↑  Hölbl 2001, p. 47; Laronde 1987, p. 382; Mueller 2006, p. 53.
14. ↑  Hölbl 2001, p. 47; Laronde 1987, p. 406.
15. ↑  Giustino, XXVII, 1.1; Hölbl 2001, p. 48.
16. ↑  Giustino, XXVII, 1.6; Hölbl 2001, p. 48.
17. ↑  Giustino, XXVII, 1.7; Hölbl 2001, p. 48.
18. ↑  Appiano, XI Syriaca, 65; BCHP 11; Hölbl 2001, p. 49.
19. ↑  Girolamo, Commentarium in Danielem, XI, 7-9; Giustino, XXVII, 1.9; Hölbl 2001, p. 49.
20. ↑  Hölbl 2001, p. 49.
21. ↑  Fischer-Bovet 2014, p. 64; Manning 2003, p. 141.
22. ↑  Girolamo, Commentarium in Danielem, XI, 7-9; Porfirio, 43; Hölbl 2001, p. 49.
23. ↑  Hölbl 2001, pp. 49-50.
24. ↑  Hölbl 2001, p. 50.
25. ↑  Fischer-Bovet 2014, pp. 64-65.
26. ↑  Ateneo, XIII, 593a-b; Hölbl 2001, p. 50.
27. ↑  Fischer-Bovet 2014, p. 65; Hölbl 2001, pp. 50-51.
28. ↑  Hölbl 2001, p. 51.
29. ↑  Plutarco, Arato, 24.4; 41.5; Hölbl 2001, p. 51.
30. ↑  Frontino, Strategemata, II, 5.6; Hölbl 2001, p. 52.
31. ↑  Plutarco, Arato, 34; Hölbl 2001, p. 52.
32. ↑  Polibio, II, 46; Hölbl 2001, p. 52.
33. ↑  Polibio, II, 47.3-7; Hölbl 2001, p. 52.
34. ↑  Polibio, II, 51.2; Hölbl 2001, p. 52.
35. ↑  Plutarco, Arato, 38.6; 43.1; Hölbl 2001, p. 52.
36. ↑  Hölbl 2001, p. 52.
37. ↑  Hölbl 2001, p. 53.
38. ↑  Plutarco, Cleomene, 22.3; Hölbl 2001, p. 53.
39. ↑  Plutarco, Cleomene, 22.7; Polibio, II, 63.1; Hölbl 2001, p. 53.
40. ↑  Polibio, II, 63.2; Hölbl 2001, p. 53.
41. ↑  Plutarco, Cleomene, 32; Polibio, II, 69.3-11; Hölbl 2001, p. 53.
42. ↑  Polibio, V, 88.1; Hölbl 2001, p. 53.
43. ↑  Polibio, V, 89-90; Hölbl 2001, p. 53.
44. ↑  Fischer-Bovet 2014, p. 66.
45. ↑  Eusebio, 251; Fischer-Bovet 2014, p. 66; Hölbl 2001, pp. 53-54.
46. ↑  Polibio, V, 41.6; 42.6; Hölbl 2001, p. 53.
47. ↑  P. Haun. 6; Fischer-Bovet 2014, p. 66; Hölbl 2001, p. 54.
48. ↑  Fischer-Bovet 2014, p. 66; Hölbl 2001, p. 54.
49. ↑  Hazzard 2000, p. 112; Hölbl 2001, p. 59.
50. ↑  Fischer-Bovet 2014, p. 67; Hazzard 2000, p. 111.
51. ↑  Fischer-Bovet 2014, pp. 66-67; Hazzard 2000, p. 111.
52. ↑  Hazzard 2000, p. 111; Manning 2003, p. 233.
53. ↑  Hazzard 2000, p. 112; Lavan, Payne, Weisweiler 2016, p. 121.
54. ↑  Hazzard 2000, p. 112; Hölbl 2001, p. 328; McKenzie 2007, p. 52.
55. ↑  Hölbl 2001, pp. 64-65.
56. ↑  Chamoux 2008, p. 228; Hölbl 2001, p. 49; Lavan, Payne, Weisweiler 2016, pp. 122-123.
57. ↑  Hölbl 2001, p. 49; Lavan, Payne, Weisweiler 2016, p. 119.
58. ↑  Lavan, Payne, Weisweiler 2016, pp. 116, 119.
59. ↑  Lavan, Payne, Weisweiler 2016, p. 119.
60. ↑  IG II² 2314; Lavan, Payne, Weisweiler 2016, pp. 107, 120; Traill 1975, p. 29.
61. ↑  Polibio, II, 71.3; Bierbrier 2008, p. 184; Whitehorne 2002, p. 204; cfr. nota 9 in  Ptolemy III, su instonebrewer.com.
62. ↑  Leprohon 2013, pp. 179-180.
63. ↑  Metcalf 2012, p. 217.
64. ↑  Metcalf 2012, pp. 217-218.
65. ↑  Metcalf 2012, p. 218.